# Coupe Banque Nationale 2015
Coupe Banque Nationale 2015 — тенісний турнір, що проходив на закритих кортах з килимовим покриттям. Це був 23-й за ліком Tournoi de Québec. Належав до серії International в рамках Туру WTA 2015. Відбувся в PEPS de l'Université Laval у Квебеку (Канада). Тривав з 14 до 20 вересня 2015 року.

## Очки і призові

### Нарахування очок
| Дисципліна       | П   | Ф   | ПФ  | ЧФ | 1/8 | 1/16 | Q   | Q2  | Q1  |
| Одиночний розряд | 280 | 180 | 110 | 60 | 30  | 1    | 18  | 12  | 1   |
| Парний розряд    | 280 | 180 | 110 | 60 | 1   | Н/Д  | Н/Д | Н/Д | Н/Д |

### Призові гроші
| Дисципліна       | П       | Ф       | ПФ      | ЧФ     | 1/8    | 1/16*  | Q2     | Q1   |
| Одиночний розряд | $43,000 | $21,400 | $11,500 | $6,175 | $3,400 | $2,100 | $1,020 | $600 |
| Парний розряд†   | $12,300 | $6,400  | $3,435  | $1,820 | $960   | Н/Д    | Н/Д    | Н/Д  |

↑ 
↑ 

## Учасниці основної сітки в одиночному розряді

### Сіяні учасниця
| Країна    | Гравчиня            | Рейтинг1 | Посіяна |
| --------- | ------------------- | -------- | ------- |
| США       | Медісон Кіз         | 19       | 1       |
| Хорватія  | Міряна Лучич-Бароні | 48       | 2       |
| Німеччина | Мона Бартель        | 53       | 3       |
| Чехія     | Луціє Градецька     | 56       | 4       |
| Німеччина | Анніка Бек          | 62       | 5       |
| Німеччина | Татьяна Марія       | 66       | 6       |
| Росія     | Євгенія Родіна      | 94       | 7       |
| Бельгія   | Ан-Софі Месташ      | 102      | 8       |

- 1 Рейтинг подано станом на 31 серпня 2015

### Інші учасниці
Нижче наведено учасниць, які отримали вайлдкард на участь в основній сітці:
- Франсуаз Абанда[4]
- Шерон Фічмен
- Медісон Кіз

Учасниця, що потрапила в основну сітку завдяки захищеному рейтингові:
- Таміра Пашек

Нижче наведено гравчинь, які пробились в основну сітку через стадію кваліфікації:
- Джулія Босеруп
- Саманта Кроуфорд
- Амандін Есс
- Катерина Козлова
- Менді Мінелла
- Джессіка Пегула

Такі тенісистки потрапили в основну сітку як щасливі лузери:
- Наомі Броді
- Надія Кіченок

### Відмовились від участі
До початку турніру
- Віталія Дяченко →її замінила  Алла Кудрявцева
- Едіна Галловіц-Халл →її замінила  Паула Канія
- Ольга Говорцова →її замінила  Барбора Крейчикова
- Медісон Кіз →її замінила  Надія Кіченок
- Клара Коукалова →її замінила  Наомі Броді
- Бетані Маттек-Сендс →її замінила  Марія Ірігоєн
- Леся Цуренко →її замінила  Сачія Вікері

### Знялись
- Франсуаз Абанда (травма шиї)

## Учасниці основної сітки в парному розряді

### Сіяні пари
| Країна    | Гравчиня        | Країна  | Гравчиня       | Рейтинг1 | Посіяний |
| --------- | --------------- | ------- | -------------- | -------- | -------- |
| Україна   | Людмила Кіченок | Україна | Надія Кіченок  | 130      | 1        |
| Німеччина | Татьяна Марія   | США     | Анна Татішвілі | 173      | 2        |
| Аргентина | Марія Ірігоєн   | Польща  | Паула Канія    | 173      | 3        |
| США       | Ейжа Мугаммад   | США     | Марія Санчес   | 185      | 4        |

- 1 Рейтинг подано станом на 31 серпня 2015

### Інші учасниці
Нижче наведено пари, які отримали вайлдкард на участь в основній сітці:
- Маліка Огер-Аліассіме /  Шарлотт Петрік

## Переможниці та фіналістки

### Одиночний розряд
- Анніка Бек —  Олена Остапенко, 6–2, 6–2

### Парний розряд
- Барбора Крейчикова /  Ан-Софі Месташ —  Марія Ірігоєн /  Паула Канія, 4–6, 6–3, [12–10]